# Іванівка (Кяхтинський район)
Іванівка (рос. Ивановка) — село Кяхтинського району, Бурятії Росії. Входить до складу Тамірського сільського поселення.
Населення —  177 осіб (2010 рік). 